# Chentian Shuiku
Chentian Shuiku (kinesiska: 陈田水库) är en reservoar i Kina. Den ligger i provinsen Fujian, i den sydöstra delen av landet, omkring 120 kilometer sydväst om provinshuvudstaden Fuzhou. Chentian Shuiku ligger 204 meter över havet. Arean är 0,71 kvadratkilometer. I omgivningarna runt Chentian Shuiku växer i huvudsak städsegrön lövskog. Den sträcker sig 1,0 kilometer i nord-sydlig riktning, och 1,8 kilometer i öst-västlig riktning.
Genomsnittlig årsnederbörd är 1 642 millimeter. Den regnigaste månaden är augusti, med i genomsnitt 293 mm nederbörd, och den torraste är oktober, med 12 mm nederbörd.